# 部屋子
部屋子（へやご）
1. 部屋住み。親がかりの人。子供が自立できないで親に養われながら親元で暮らしている状態を指す[1]。
2. 江戸時代、大奥や大名屋敷などの御殿の奥女中に仕えた召使い。部屋方。（→大奥、局を参照）
3. 武家屋敷の奉公人の部屋にいる居候。（→食客を参照）[2]
4. 下記で詳述。

部屋子（へやご）は、日本の伝統芸能において師匠の楽屋に入り必要なことを学ぶ見習いの立場、またその制度。歌舞伎の場合は、子役の時分から幹部俳優の楽屋にあずけられ、鏡台を並べて楽屋での行儀から舞台での芸など、役者として必要なことを仕込まれる立場を指す語である。
さらに養子となり本来世襲される家の芸を継がせる場合には芸養子と呼ばれる。
現代における部屋子の代表的な例として、三代目市川猿之助（後の二代目市川猿翁）の部屋子として頭角を現し、関西の大名跡を継ぐに至った三代目市川右團次や、二代目市川青虎といった澤瀉屋の門人。一般家庭から十三代目片岡仁左衛門の部屋子となり、その後二代目片岡秀太郎の養子となった六代目片岡愛之助などが挙げられる。近年では、子役タレント事務所から歌舞伎公演出演を経たのちに特定の幹部俳優に入門して部屋子となるケースが増加している。